# مرجان بابامراد (مقاطعة غيلانغرب)
مرجان بابامراد (بالفارسية: مرجان بابامراد) هي قرية تقع في منطقة مركزية ريفية في إيران. يقدر عدد سكانها بـ 126 نسمة بحسب إحصاء 2016.